# Liga de Defensa Paulista
La Liga de Defensa Paulista (en portugués: Liga de Defesa Paulista — abreviado: LDP) fue una organización política nacionalista paulista fundada en mayo de 1931 con el objetivo de luchar por la autonomía y la independencia del Estado de São Paulo de Brasil. La organización celebró mítines, conferencias y distribuyó panfletos a la población, con el objetivo de preparar a la opinión pública para el independentismo paulista. Con el inicio de la Revolución Constitucionalista de 1932, organizó un batallón de combate.

## Historia
La creación de la organización formaba parte de un movimiento mucho más general, liderado a escala nacional por el Estado de São Paulo, para combatir la dominación inquilina y luchar por la reconstitucionalización del país. Oponiéndose a la organización Liga Paulista por la Constitución y el Orden, creada ese mismo año para apoyar al interventor federal João Alberto Lins de Barros, la organización representó a nivel local un importante ataque contra el interventor brasileño en el estado de São Paulo. Según Carlos Pinto Alves, la principal razón del surgimiento de la liga fue la dictadura de Getúlio Vargas, que actuaba negativamente en todo Brasil, pero especialmente en São Paulo.
El manifiesto fundacional de la Liga de Defensa Paulista, redactado por Tácito de Almeida, se publicó en la prensa el 19 de mayo de 1931. Un documento sintético, llamaba a los paulistas a unirse "en defensa de una herencia duramente conquistada". Como era habitual en los documentos de casi todas las organizaciones políticas, tenentistas o no, surgidas poco después de la Revolución brasileña de 1930, también se afirmaba que la liga era una "entidad separada, ajena a las preocupaciones electorales y a los preceptos de los partidos políticos". Estos últimos serían respetados, sus fórmulas ideológicas podrían mantenerse intactas y sus actividades autónomas.
La proclama, de marcado tono regionalista, fue firmada por más de cuatrocientas personas, en su mayoría profesionales liberales, profesores y estudiantes universitarios, entre los que se encontraban Abelardo Vergueiro César, Francisco de Sales Vicente Azevedo, Gastão Melo Barreto, Paulo Duarte, Ademar de Sousa Queirós, Antônio Carlos Couto de Barros, Antônio Pereira Lima, Edgar Batista Pereira, Alfredo Ellis Jr., Bento de Camargo Filho, Carlos Pinto Alves, Renato Egídio de Sousa Aranha, Luís Carneiro, Heitor Portugal, Rubens Borba Alves de Morais, Rui Guedes Galvão y Tácito de Almeida.
En la sesión inaugural de la organización, celebrada a finales de mayo, fue aclamado su primer comité ejecutivo, presidido por Francisco de Sales Vicente Azevedo e integrado por Abelardo Vergueiro César, Antônio Pereira Lima, Argemiro Couto de Barros, Celso Leme, Heitor Portugal, Luís Carneiro, Renato Egídio de Sousa Aranha y Tácito de Almeida.
En la misma ocasión, también se definieron las bases de su actuación, que debería consistir en "sofocar las disensiones y los resentimientos resultantes de viejas luchas partidarias, a fin de obtener la unión de la familia paulista". En realidad, esta disposición contenía una propuesta para reunir a las distintas corrientes de la oposición estatal, con el objetivo de debilitar el interventor tenentista.

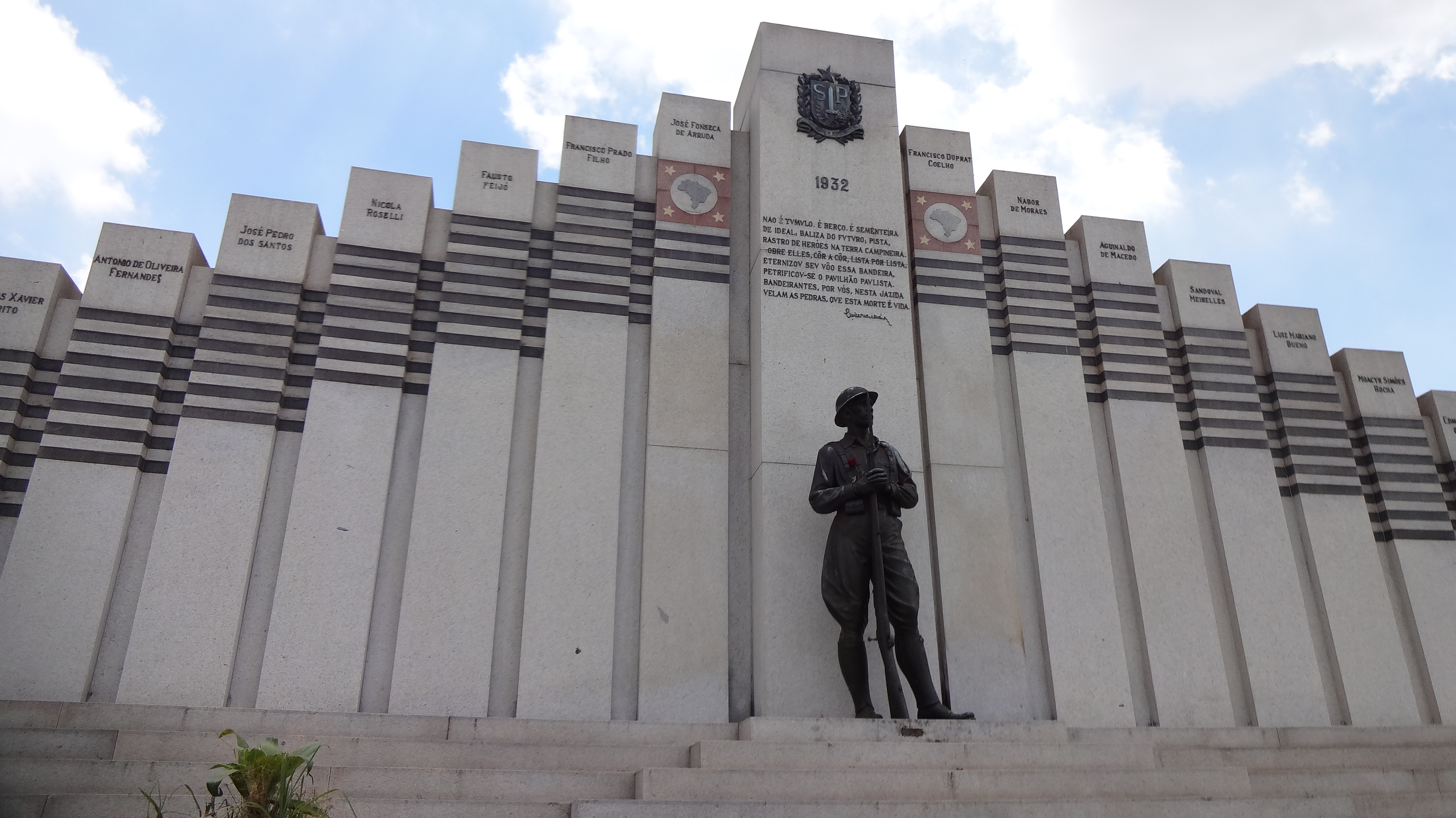
Monumento a los Héroes de 1932, en Campinas

De hecho, esta propuesta se vengaría un poco más tarde, el 15 de febrero de 1932, con la formación del Frente Único Paulista (FUP), que unió al Partido Republicano Paulista (PRP) y al Partido Democrático (PD) poco después de que este último rompiera con el Gobierno Provisional. En ese momento, los paulistas se preparaban para la lucha armada, que estallaría el 9 de julio de 1932.
En la fase preparatoria del movimiento constitucionalista se multiplicaron los "núcleos de acción clandestina", formados con la función de reunir y preparar militarmente a los voluntarios civiles. A finales de mayo de 1932, los diversos núcleos y movimientos que tenían los mismos objetivos se unificaron en la organización denominada M.M.D.C., y comenzaron a actuar juntos aunque manteniendo sus denominaciones originales.
Durante la Revolución Paulista de 1932, la Liga de Defensa Paulista organizó los llamados "batallones de la Liga de Defensa Paulista". La organización creó puestos para el registro de voluntarios y también se encargó del "alistamiento profesional", un registro de profesionales dispuestos a servir a la causa. La Liga también fue responsable de la llamada "movilización femenina", destinada básicamente a sustituir a la mano de obra masculina que se había alistado en los bancos, el comercio y la industria.
A pesar de una intensa actividad en estos sectores, se considera que el gran servicio prestado por la Liga de Defensa Paulista durante la revolución fue el de esclarecimiento de la opinión pública, bajo la dirección de Vivaldo Coaraci.
Entre 1933 y 1934, con vistas a las elecciones para la Asamblea Nacional Constituyente, para la Cámara Federal y para las asambleas estatales, tuvo lugar una reorganización del partido en todos los estados de Brasil. En São Paulo, el 24 de febrero de 1934, se fundó el Partido Constitucionalista Paulista, "el partido de todos los paulistas", que reunía a los antiguos miembros del Partido Democrático, de la Federación de Voluntarios de São Paulo, de Acción Nacional (disidencia del PRP) y, finalmente, de la Liga de Defensa Paulista.

## Extinción
Se extinguió en 1934, cuando se fusionó con otras asociaciones para formar el Partido Constitucionalista de São Paulo.